# Shangdang (köpinghuvudort i Kina, Jiangsu Sheng, lat 32,07, long 119,41)
Shangdang (kinesiska: 上党, 上党镇) är en köpinghuvudort i Kina. Den ligger i provinsen Jiangsu, i den östra delen av landet, omkring 57 kilometer öster om provinshuvudstaden Nanjing. Antalet invånare är 51 354. Befolkningen består av 25 904 kvinnor och 25 450 män. Barn under 15 år utgör 9,0 %, vuxna 15-64 år 78 %, och äldre över 65 år 11,0 %.
Runt Shangdang är det tätbefolkat, med 881 invånare per kvadratkilometer. Närmaste större samhälle är Guyang, 7,5 km norr om Shangdang. Trakten runt Shangdang består till största delen av jordbruksmark.
Genomsnittlig årsnederbörd är 1 277 millimeter. Den regnigaste månaden är juli, med i genomsnitt 262 mm nederbörd, och den torraste är december, med 31 mm nederbörd.